# Pla de Riard
El Pla de Riard és un pla d'uns 4,5 km. de llargada del poble de Lladurs al municipi del mateix nom, al Solsonès. És destinat bàsicament a camps de cultiu i està situat al nord del Serrat del Castell.